# Alice Pearce
Alice Pearce (Nueva York, 16 de octubre de 1917-Los Ángeles, 3 de marzo de 1966) fue una actriz estadounidense. Pearce fue llevada a Hollywood por Gene Kelly después de que la hubiera visto en Broadway en el montaje original del musical Un día en Nueva York, que sería llevado al cine en 1949. Interpretó papeles cómicos secundarios antes de interpretar a Gladys Kravitz en la famosa serie de televisión americana Hechizada en 1964. Ganó un Premio Primetime Emmy a la Mejor Actriz de Reparto en una Serie de Comedia póstumamente después de la segunda temporada de la serie.

## Inicios y carrera
Nacida en la ciudad de Nueva York, Pearce fue educada en Europa y regresó a Estados Unidos cuando fue adulta. Comenzó a trabajar en clubes nocturnos como una comediante y fue elegida para actuar en el montaje original de Broadway de Un día en Nueva York (1944-1946). Gene Kelly quedó tan impresionado por ella que Pearce fue la única integrante del elenco teatral que pasó a la versión cinematográfica en 1949. Su actuación cómica fue tan bien recibida por los críticos y el público en general que se le adjudicó su propio programa de variedades en televisión. Siguieron más papeles en películas y también hizo apariciones en Broadway, donde conoció a su esposo, el director Paul Davis, durante una producción de Bells Are Ringing.
Durante la temporada de televisión de 1953-1954, Pearce fue vista regularmente en la serie de la ABC Jamie, protagonizada por Brandon De Wilde. En 1964, Pearce fue la primera actriz a la que se abordó para interpretar el papel de la abuela en la comedia televisiva de la ABC The Addams Family. Pearce rechazó la oferta, y el papel acabó siendo adjudicado a la veterana actriz Blossom Rock. En 1964 se incorporó al elenco de la serie de televisión Hechizada en el papel de la persistente y entrometida vecina, Gladys Kravitz, y sus escenas eran casi siempre reacciones a los actos de brujería que había presenciado en la casa de enfrente. Su histéricas acusaciones contra Samantha, interpretada por Elizabeth Montgomery, y la incredulidad de su marido Abner (George Tobias) proporcionaron un hilo común a través de muchos de los primeros episodios de la serie. Después de su muerte le fue otorgado un Premio Emmy a título póstumo por este papel.

## Vida personal
Pearce estuvo casada dos veces. Desde 1948 con el compositor John Rox, quien murió de un ataque al corazón en 1957. En 1964, contrajo nuevo matrimonio con el director de escena Paul Davis. En ninguno de los matrimonios tuvo hijos.

## Muerte
Alice fue diagnosticadada con cáncer de ovario antes de que Hechizada comenzara, y mantuvo la enfermedad en secreto hasta que su diagnóstico fue evidente. Falleció en 1966 a los 48 años. Su papel de Gladys Kravitz fue después otorgado a la actriz Sandra Gould. Los restos de Alice fueron cremados y esparcidos en el mar.

## Teatro
- Sail Away, 1961
- Midgie Purvis, 1961
- Bells Are Ringing, 1959
- Copper and Brass, 1957
- Fallen Angels, 1956
- Dear Charles, 1954
- The Grass Harp, 1952
- Gentlemen Prefer Blondes, 1949
- Small Wonder, 1948
- Look, Ma, I'm Dancin'!, 1948
- On the Town, 1944
- New Faces of 1943

## Filmografía
| Film       | Film                           | Film                              | Film                                        |
| Año        | Película                       | Personaje                         | Notas                                       |
| ---------- | ------------------------------ | --------------------------------- | ------------------------------------------- |
| 1949       | Un día en Nueva York           | Lucy Shmeeler                     |                                             |
| 1952       | The Belle of New York          | Elsie Wilkins                     |                                             |
| 1955       | How to Be Very, Very Popular   | Miss "Syl" Sylvester              |                                             |
| 1956       | The Opposite Sex               | Olga                              |                                             |
| 1962       | Lad: A Dog                     | Hilda, la enfermera               |                                             |
| 1963       | My Six Loves                   | Conductora de autobús             |                                             |
| 1963       | Tammy and the Doctor           | Millie Baxter, enfermera          |                                             |
| 1963       | The Thrill of It All           | Esposa de Irving                  |                                             |
| 1964       | Dear Heart                     | Miss Moore                        |                                             |
| 1964       | The Disorderly Orderly         | Miss Fuzzibee, paciente habladora |                                             |
| 1964       | Bésame, tonto                  | Mrs. Mulligan                     |                                             |
| 1965       | Dear Brigitte                  | Empleada de la oficina del paro   |                                             |
| 1965       | Bus Riley's Back in Town       | Ama de casa                       |                                             |
| 1966       | The Glass Bottom Boat          | Mabel Fenimore                    | Título alternativo: The Spy in Lace Panties |
| Televisión |                                |                                   |                                             |
| Año        | Película                       | Personajes                        | Notas                                       |
| 1949       | The Alice Pearce Show          | Presentadora                      | Episodios desconocidos                      |
| 1951       | Goodyear Television Playhouse  |                                   | 1 episodio                                  |
| 1952-1953  | Broadway Television Theatre    |                                   | 2 episodios                                 |
| 1953       | The Jean Carroll Show          | La vecina                         | No acreditada, 1 episodio                   |
| 1953       | The Motorola Television Hour   | Hagga                             | 1 episodio                                  |
| 1953-1954  | Jamie                          | Annie Moakum                      | 3 episodios                                 |
| 1955       | Studio One                     | Regina                            | 1 episodio                                  |
| 1955       | Alice in Wonderland            | Dormouse                          | Telefilm                                    |
| 1955       | Kraft Television Theatre       |                                   | 1 episodio                                  |
| 1955-1959  | Hallmark Hall of Fame          | Dormouse Miss Talmay              | 2 episodios                                 |
| 1959       | The Real McCoys                | Emmy                              | 1 episodio                                  |
| 1960-1961  | Shirley Temple's Storybook     | Rebecca Reina de los duendes      | 2 episodios                                 |
| 1961       | The Twilight Zone              | Mrs. Nielsen                      | Episodio "Static"                           |
| 1961       | The Ann Sothern Show           | Ethel                             | 2 episodios                                 |
| 1961       | Look Up and Live               | Miss Flip                         | 1 episodio                                  |
| 1962       | General Electric Theater       | Mrs. Ledbetter                    | 1 episodio                                  |
| 1962       | Dennis the Menace              | Miss Tarbell                      | 2 episodios                                 |
| 1963       | The Many Loves of Dobie Gillis | Ma Baker                          | 1 episodio                                  |
| 1963       | The Donna Reed Show            | Adele                             | 1 episodio                                  |
| 1963       | The Alfred Hitchcock Hour      | Haila French                      | 1 episodio                                  |
| 1964-1966  | Bewitched                      | Gladys Kravitz                    | 27 episodios                                |
| 1967       | Vacation Playhouse             | Profesora de música               | 1 episodio Emitido después de su muerte     |